# Mario Regueiro
Mario Ignacio Regueiro Pintos (Montevideo, 14 settembre 1978) è un ex calciatore uruguaiano, di ruolo centrocampista.
Possiede il passaporto spagnolo.

## Caratteristiche tecniche
Ala sinistra, poteva essere impiegato anche centrocampista esterno, punta centrale o seconda punta.

## Carriera

### Club
Cresciuto nelle file del Cerro, nel 1996 ha debuttato in prima squadra. Nel 1998 si è trasferito al Nacional. Dopo tre stagioni nelle file del Nacional, nel gennaio 2001 è passato al Racing Santander, club spagnolo. Ha militato nelle file dei Racinguistas per quattro stagioni e mezzo, totalizzando 147 presenze e 24 reti. Nel giugno 2005 si è trasferito a parametro zero al Valencia. Complici alcuni infortuni, nelle file del Valencia ha totalizzato 42 presenze e 4 reti in due stagioni. Il 13 luglio 2007 si è trasferito in prestito al Real Murcia. Nel 2008 si è trasferito in Grecia, all'Aris Salonicco. L'anno successivo è tornato in patria, firmando con il Nacional. L'8 luglio 2010 si è trasferito in Argentina, al Lanús. Il 17 luglio 2013 ha firmato un contratto biennale con il Racing Club. Rimasto svincolato nel novembre 2013, nel gennaio 2014 è stato ingaggiato dal Defensor Sporting. Il 6 agosto 2014 è tornato al Cerro, squadra in cui aveva militato all'inizio della propria carriera. Nel giugno 2015 ha concluso la propria carriera da calciatore.

### Nazionale
Ha debuttato in Nazionale maggiore il 10 agosto 2000, in Argentina-Uruguay (2-1), subentrando a Gabriel Cedrés al minuto 65. Ha messo a segno la sua unica rete con la maglia della selezione uruguaiana il 26 marzo 2005, in Cile-Uruguay (1-1), siglando il gol del momentaneo 0-1 al minuto 4 del primo tempo. Ha partecipato, con la selezione uruguaiana, ai Mondiali 2002. È sceso in campo, inoltre, nelle qualificazioni ai Mondiali 2002 e 2006. Ha totalizzato, con la Nazionale uruguaiana, 29 presenze e una rete.

## Statistiche

### Presenze e reti nei club
| Stagione                | Squadra                 | Campionato              | Campionato | Campionato | Coppe nazionali | Coppe nazionali | Coppe nazionali | Coppe continentali | Coppe continentali | Coppe continentali | Altre coppe | Altre coppe | Altre coppe | Totale | Totale | Totale |
| Stagione                | Squadra                 | Comp                    | Pres       | Reti       | Comp            | Pres            | Reti            | Comp               | Pres               | Reti               | Comp        | Pres        | Reti        | Pres   | Reti   |        |
| ----------------------- | ----------------------- | ----------------------- | ---------- | ---------- | --------------- | --------------- | --------------- | ------------------ | ------------------ | ------------------ | ----------- | ----------- | ----------- | ------ | ------ | ------ |
| 1996                    | Cerro                   | SDU                     | 23         | 3          |                 | -               | -               | -                  | -                  | -                  | -           | -           | -           | 23     | 3      |        |
| 1997                    | Cerro                   | SDU                     | 21         | 4          |                 | -               | -               | -                  | -                  | -                  | -           | -           | -           | 21     | 4      |        |
| Totale Cerro            | Totale Cerro            | Totale Cerro            | 44         | 7          |                 | -               | -               |                    | -                  | -                  |             | -           | -           | 44     | 7      |        |
| 1998                    | Nacional                | PD                      | 19         | 2          | -               | -               | -               | CL                 | 7                  | 3                  | -           | -           | -           | 26     | 5      |        |
| 1999                    | Nacional                | PD                      | 18         | 10         | -               | -               | -               | CL                 | 5                  | 0                  | -           | -           | -           | 23     | 10     |        |
| 2000                    | Nacional                | PD                      | 20         | 5          | -               | -               | -               | CL                 | 8                  | 2                  | CM          | 3           | 1           | 31     | 8      |        |
| Totale Nacional         | Totale Nacional         | Totale Nacional         | 57         | 17         |                 | -               | -               |                    | 20                 | 4                  |             | 3           | 1           | 80     | 22     |        |
| gen.-giu. 2001          | Racing Santander        | PD                      | 17         | 5          | CR              | 1               | 0               | -                  | -                  | -                  | -           | -           | -           | 18     | 5      |        |
| 2001-2002               | Racing Santander        | SD                      | 27         | 1          | CR              | 0               | 0               | -                  | -                  | -                  | -           | -           | -           | 27     | 1      |        |
| 2002-2003               | Racing Santander        | PD                      | 32         | 5          | CR              | 1               | 1               | -                  | -                  | -                  | -           | -           | -           | 33     | 6      |        |
| 2003-2004               | Racing Santander        | PD                      | 33         | 4          | CR              | 2               | 0               | Intertoto          | 1                  | 0                  | -           | -           | -           | 36     | 4      |        |
| 2004-2005               | Racing Santander        | PD                      | 32         | 8          | CR              | 1               | 0               | -                  | -                  | -                  | -           | -           | -           | 36     | 4      |        |
| Totale Racing Santander | Totale Racing Santander | Totale Racing Santander | 141        | 23         |                 | -               | -               |                    | 5                  | 1                  |             | 1           | 0           | 147    | 24     |        |
| 2005-2006               | Valencia                | PD                      | 24         | 3          | CR              | 4               | 1               | Intertoto          | 0                  | 0                  | -           | -           | -           | 28     | 4      |        |
| 2006-2007               | Valencia                | PD                      | 6          | 0          | CR              | 2               | 0               | UCL                | 6                  | 0                  | -           | -           | -           | 14     | 0      |        |
| Totale Valencia         | Totale Valencia         | Totale Valencia         | 30         | 3          |                 | 6               | 1               |                    | 6                  | 0                  |             | -           | -           | 42     | 4      |        |
| 2007-2008               | Real Murcia             | PD                      | 23         | 1          | CR              | 0               | 0               | -                  | -                  | -                  | -           | -           | -           | 23     | 1      |        |
| 2008-2009               | Arīs Salonicco          | SLE                     | 23         | 3          | KE              | 3               | 0               | UEFA               | 2                  | 0                  | -           | -           | -           | 28     | 3      |        |
| 2009-2010               | Nacional                | PD                      | 19+3       | 6+0        | -               | -               | -               | CL                 | 8                  | 5                  | -           | -           | -           | 30     | 11     |        |
| 2010-2011               | Lanús                   | PD                      | 32         | 8          | -               | -               | -               | CS                 | 2                  | 0                  | -           | -           | -           | 34     | 8      |        |
| 2011-2012               | Lanús                   | PD                      | 34         | 10         | CA              | 0               | 0               | CL                 | 7                  | 4                  | -           | -           | -           | 41     | 14     |        |
| 2012-2013               | Lanús                   | PD                      | 32         | 7          | CA              | 1               | 0               | -                  | -                  | -                  | -           | -           | -           | 33     | 7      |        |
| Totale Lanús            | Totale Lanús            | Totale Lanús            | 98         | 25         |                 | 1               | 0               |                    | 9                  | 4                  |             | -           | -           | 108    | 29     |        |
| lug.-nov. 2013          | Racing Club             | PD                      | 8          | 0          | CA              | 0               | 0               | CS                 | 1                  | 0                  | -           | -           | -           | 9      | 0      |        |
| gen.-giu. 2014          | Defensor Sporting       | PD                      | 4          | 1          | -               | -               | -               | CL                 | 1                  | 0                  | -           | -           | -           | 5      | 1      |        |
| 2014-2015               | Cerro                   | PD                      | 23         | 9          | -               | -               | -               | -                  | -                  | -                  | -           | -           | -           | 23     | 9      |        |
| Totale carriera         | Totale carriera         | Totale carriera         | 473        | 95         |                 | 10              | 1               |                    | 52                 | 14                 |             | 3           | 1           | 538    | 111    |        |

### Cronologia presenze e reti in nazionale
| Cronologia completa delle presenze e delle reti in nazionale ― Uruguay | Cronologia completa delle presenze e delle reti in nazionale ― Uruguay | Cronologia completa delle presenze e delle reti in nazionale ― Uruguay | Cronologia completa delle presenze e delle reti in nazionale ― Uruguay | Cronologia completa delle presenze e delle reti in nazionale ― Uruguay | Cronologia completa delle presenze e delle reti in nazionale ― Uruguay | Cronologia completa delle presenze e delle reti in nazionale ― Uruguay | Cronologia completa delle presenze e delle reti in nazionale ― Uruguay |
| Data                                                                   | Città                                                                  | In casa                                                                | Risultato                                                              | Ospiti                                                                 | Competizione                                                           | Reti                                                                   | Note                                                                   |
| ---------------------------------------------------------------------- | ---------------------------------------------------------------------- | ---------------------------------------------------------------------- | ---------------------------------------------------------------------- | ---------------------------------------------------------------------- | ---------------------------------------------------------------------- | ---------------------------------------------------------------------- | ---------------------------------------------------------------------- |
| 8-10-2000                                                              | Buenos Aires                                                           | Argentina                                                              | 2 – 1                                                                  | Uruguay                                                                | Qual. Mondiali 2002                                                    | -                                                                      | 65’                                                                    |
| 15-11-2000                                                             | La Paz                                                                 | Bolivia                                                                | 0 – 0                                                                  | Uruguay                                                                | Qual. Mondiali 2002                                                    | -                                                                      |                                                                        |
| 24-4-2001                                                              | Santiago del Cile                                                      | Cile                                                                   | 0 – 1                                                                  | Uruguay                                                                | Qual. Mondiali 2002                                                    | -                                                                      | 82’                                                                    |
| 1-7-2001                                                               | Montevideo                                                             | Uruguay                                                                | 1 – 0                                                                  | Brasile                                                                | Qual. Mondiali 2002                                                    | -                                                                      | 63’                                                                    |
| 14-8-2001                                                              | Maracaibo                                                              | Venezuela                                                              | 2 – 0                                                                  | Uruguay                                                                | Qual. Mondiali 2002                                                    | -                                                                      | 53’                                                                    |
| 4-9-2001                                                               | Lima                                                                   | Perù                                                                   | 0 – 2                                                                  | Uruguay                                                                | Qual. Mondiali 2002                                                    | -                                                                      | 72’                                                                    |
| 14-11-2001                                                             | Montevideo                                                             | Uruguay                                                                | 1 – 1                                                                  | Argentina                                                              | Qual. Mondiali 2002                                                    | -                                                                      | 81’                                                                    |
| 20-11-2001                                                             | Melbourne                                                              | Australia                                                              | 1 – 0                                                                  | Uruguay                                                                | Qual. Mondiali 2002                                                    | -                                                                      | 77’                                                                    |
| 25-11-2001                                                             | Montevideo                                                             | Uruguay                                                                | 3 – 0                                                                  | Australia                                                              | Qual. Mondiali 2002                                                    | -                                                                      | 37’ 74’                                                                |
| 13-2-2002                                                              | Montevideo                                                             | Uruguay                                                                | 2 – 1                                                                  | Corea del Sud                                                          | Amichevole                                                             | -                                                                      |                                                                        |
| 17-4-2002                                                              | Milano                                                                 | Italia                                                                 | 1 – 1                                                                  | Uruguay                                                                | Amichevole                                                             | -                                                                      | 74’                                                                    |
| 12-5-2002                                                              | Washington                                                             | Stati Uniti                                                            | 2 – 1                                                                  | Uruguay                                                                | Amichevole                                                             | -                                                                      | 46’                                                                    |
| 16-5-2002                                                              | Shenyang                                                               | Cina                                                                   | 0 – 2                                                                  | Uruguay                                                                | Amichevole                                                             | -                                                                      | 57’                                                                    |
| 21-5-2002                                                              | Singapore                                                              | Singapore                                                              | 1 – 2                                                                  | Uruguay                                                                | Amichevole                                                             | -                                                                      |                                                                        |
| 1-6-2002                                                               | Ulsan                                                                  | Uruguay                                                                | 1 – 2                                                                  | Danimarca                                                              | Mondiali 2002 - 1º turno                                               | -                                                                      | 80’                                                                    |
| 11-6-2002                                                              | Suwon                                                                  | Senegal                                                                | 3 – 3                                                                  | Uruguay                                                                | Mondiali 2002 - 1º turno                                               | -                                                                      | 32’                                                                    |
| 16-7-2003                                                              | La Plata                                                               | Argentina                                                              | 2 – 2                                                                  | Uruguay                                                                | Amichevole                                                             | -                                                                      |                                                                        |
| 20-8-2003                                                              | Firenze                                                                | Argentina                                                              | 3 – 2                                                                  | Uruguay                                                                | Amichevole                                                             | -                                                                      |                                                                        |
| 10-9-2003                                                              | Asunción                                                               | Paraguay                                                               | 4 – 1                                                                  | Uruguay                                                                | Qual. Mondiali 2006                                                    | -                                                                      | 78’                                                                    |
| 12-10-2004                                                             | La Paz                                                                 | Bolivia                                                                | 0 – 0                                                                  | Uruguay                                                                | Qual. Mondiali 2006                                                    | -                                                                      | 72’                                                                    |
| 26-3-2005                                                              | Santiago                                                               | Cile                                                                   | 1 – 1                                                                  | Uruguay                                                                | Qual. Mondiali 2006                                                    | 1                                                                      | 82’                                                                    |
| 30-3-2005                                                              | Montevideo                                                             | Uruguay                                                                | 1 – 1                                                                  | Brasile                                                                | Qual. Mondiali 2006                                                    | -                                                                      | 58’                                                                    |
| 4-6-2005                                                               | Maracaibo                                                              | Venezuela                                                              | 1 – 1                                                                  | Uruguay                                                                | Qual. Mondiali 2006                                                    | -                                                                      | 70’                                                                    |
| 17-8-2005                                                              | Gijón                                                                  | Spagna                                                                 | 2 – 0                                                                  | Uruguay                                                                | Amichevole                                                             | -                                                                      | 46’                                                                    |
| 8-10-2005                                                              | Quito                                                                  | Ecuador                                                                | 0 – 0                                                                  | Uruguay                                                                | Qual. Mondiali 2006                                                    | -                                                                      | 69’                                                                    |
| 16-11-2005                                                             | Sydney                                                                 | Australia                                                              | 1 – 0 dts (4 – 2 dtr)                                                  | Uruguay                                                                | Qual. Mondiali 2006                                                    | -                                                                      | 45’ 98’                                                                |
| 1-3-2006                                                               | Liverpool                                                              | Inghilterra                                                            | 2 – 1                                                                  | Uruguay                                                                | Amichevole                                                             | -                                                                      | 84’                                                                    |
| 16-8-2006                                                              | Alessandria d'Egitto                                                   | Egitto                                                                 | 0 – 2                                                                  | Uruguay                                                                | Amichevole                                                             | -                                                                      | 63’                                                                    |
| 13-10-2007                                                             | Montevideo                                                             | Uruguay                                                                | 5 – 0                                                                  | Bolivia                                                                | Qual. Mondiali 2010                                                    | -                                                                      | 65’                                                                    |
| Totale                                                                 |                                                                        | Presenze                                                               | 29                                                                     |                                                                        | Reti                                                                   | 1                                                                      |                                                                        |

## Palmarès

### Club

#### Competizioni nazionali
- Campionato uruguaiano: 2

Nacional: 1998, 2000